# Phare d'Akranes
Le phare d'Akranes (en islandais : Akranesviti) est un phare d'Islande. Il est situé à Akranes, dans la région de Vesturland.